# Вертоград

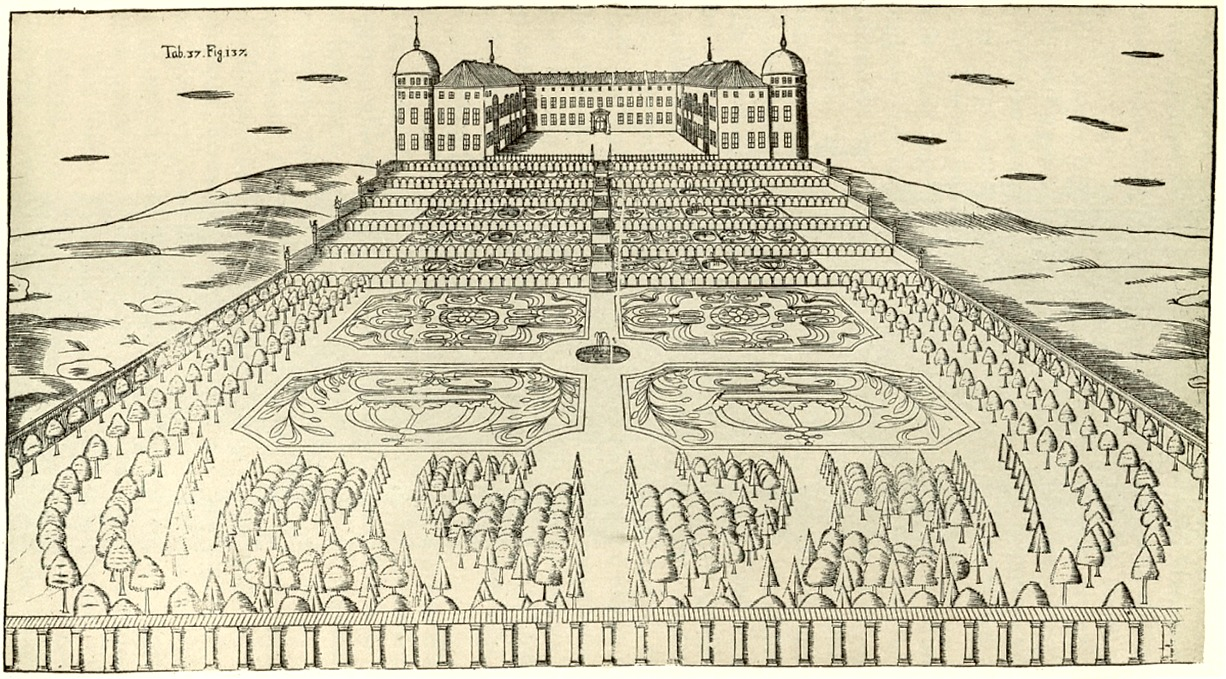

Вертогра́д (слов. — город) — старовинна назва огородженого або плодового саду, який може мати в собі квітник. На зламі XVII—XVIII ст. під вертоградом розуміли регулярний французький парк, що оточувався підстриженими деревами, боскетами. У церковному ужитку — образ Небесного Граду, Нового Єрусалима.